# 角南唯
角南 唯（すなみ ゆい、1991年6月7日 - ）は、岡山県倉敷市出身のハンドボール選手。元日本代表。
双子の妹はハンドボール選手の角南涼、実妹は同じくハンドボール選手の角南果帆。

## 経歴
2014年1月に日本ハンドボールリーグの北國銀行ハニービーへ加入。背番号は「19」。レギュラーシーズンでの出場はなかったが、プレーオフ決勝では1得点を記録した。2014年の第17回アジア競技大会では日本代表に選出された。
2014-15年シーズンから背番号を「4」へ変更。同シーズンは双子の妹である角南涼が北國銀行に加入した（同シーズン限りで退団）。
2015-16年シーズンはフィールド得点がリーグ6位の42得点、シュート率はリーグ2位の.646を記録し、ベストセブン賞を獲得した。
2017-18年シーズンは広島メイプルレッズとのプレーオフ決勝でチーム最多タイの5得点を記録し、最高殊勲選手賞を受賞。
2018年3月29日にデンマークのニュークビン・ファルスターへの移籍が発表された。北國銀行でのプレーは5月末までとなり、第8回社会人選手権ではベストセブンに選出された。
2019－20シーズンより北國銀行に復帰。
2021年、東京オリンピックに出場。
2021－22シーズン限りで現役を引退

## 詳細情報

### 年度別成績
| 年       | チーム   | 試合 | フィールド 得点 | 率   | 7m  | 合計    | 警告 | 退場 | 失格 |
| -------- | -------- | ---- | --------------- | ---- | --- | ------- | ---- | ---- | ---- |
| 2013-14  | 北國銀行 | 0    | -               | -    | -   | -       | -    | -    | -    |
| 2014-15  | 北國銀行 | 18   | 20/44           | .455 | 0/0 | 20/44   | 0    | 1    | 0    |
| 2015-16  | 北國銀行 | 10   | 42/65           | .646 | 0/0 | 42/65   | 1    | 0    | 0    |
| 2016-17  | 北國銀行 | 18   | 46/84           | .548 | 0/0 | 46/84   | 2    | 2    | 0    |
| 2017-18  | 北國銀行 | 24   | 58/91           | .637 | 0/0 | 58/91   | 6    | 2    | 0    |
| JHL：5年 | JHL：5年 | 70   | 166/284         | .585 | 0/0 | 166/284 | 9    | 5    | 0    |

### タイトル・表彰

#### 日本ハンドボールリーグ
- 最高殊勲選手賞：1回 (2017年)
- ベストセブン賞：1回 (2015年)

#### 社会人選手権
- ベストセブン：1回 (2018年)

### 記録

#### 日本ハンドボールリーグ
- フィールドゴール初得点：2014年10月25日、対三重バイオレットアイリス戦（岩手県営体育館）[12]

### 背番号
- 19 (2014年)
- 4 (2015年 - )